# Åkers Sweden

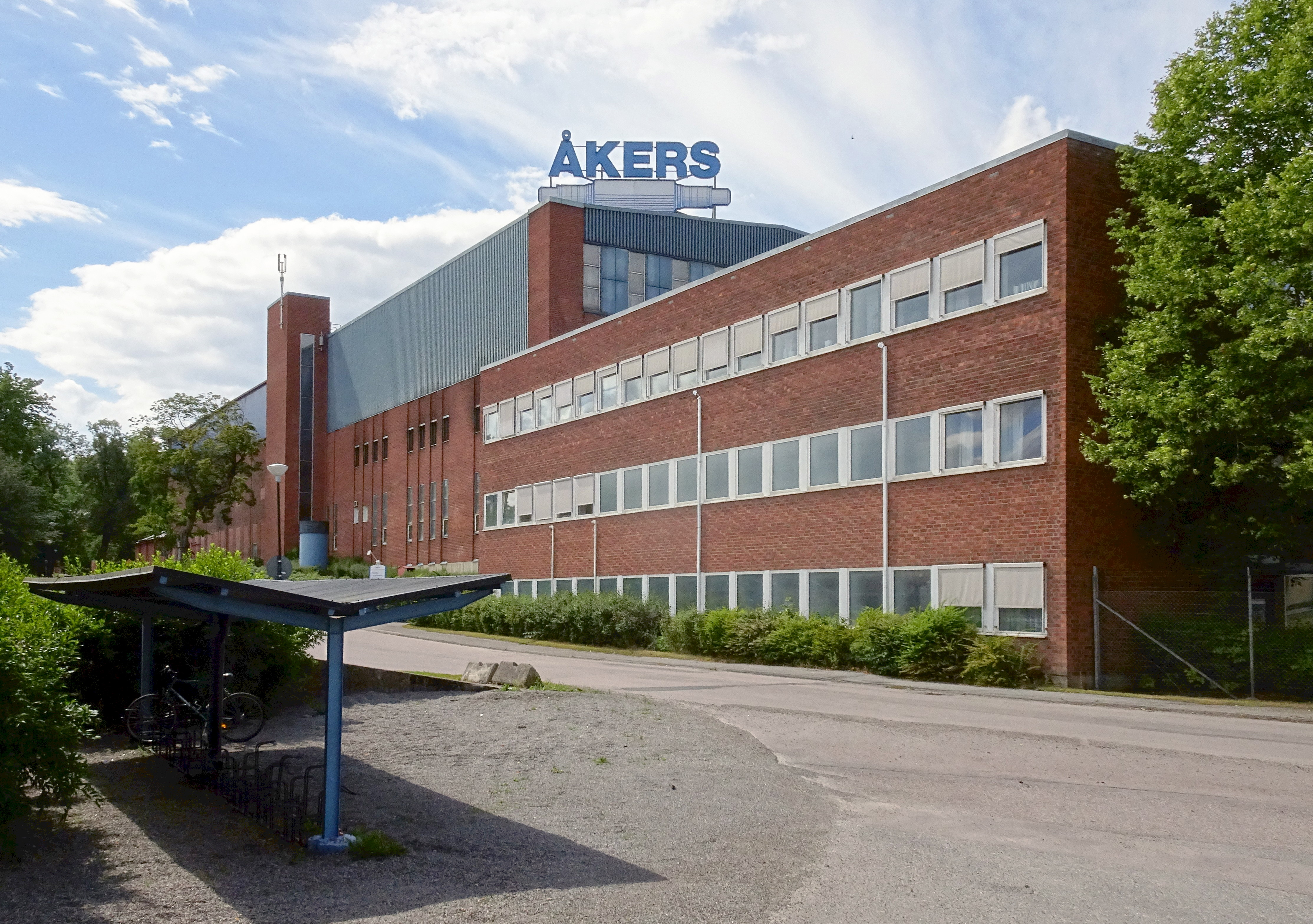
Åkers Sweden, juli 2017.

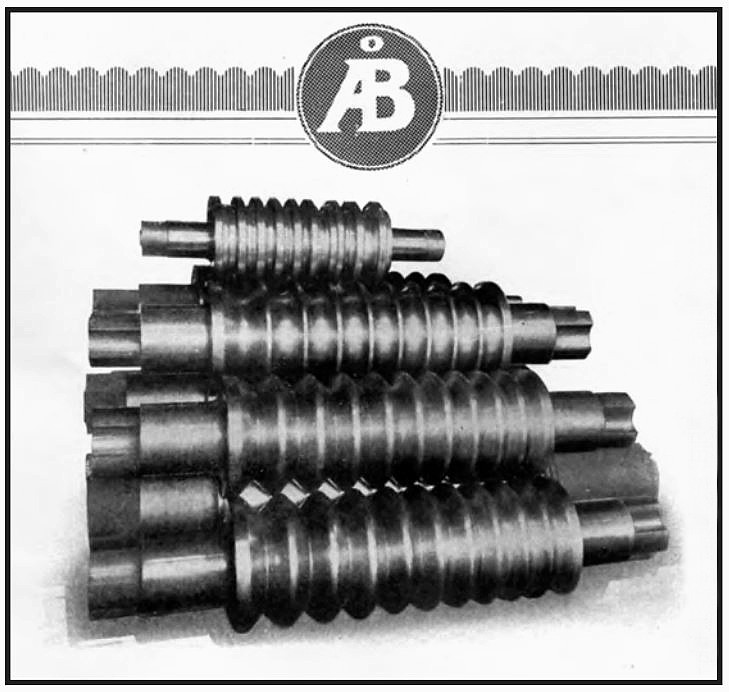
Reklam för valsar, 1930.

Åkers Sweden AB är en verkstadsindustri i Åkers styckebruk, Strängnäs kommun. Företaget grundades ursprungligen som kanonfabrik, och tillverkar numer stålvalsar för industrin.

## Historik
Företagets namn var ursprungligen Åkers Styckebruk och grundades 1580 som ett kanongjuteri. Bruket har sedan fått ge namn åt hela samhället. I slutet av 1700-talet förvärvades styckebruket av den från Tyskland invandrade familjen Wahrendorff. Under ett par århundraden var gjutjärnskanoner den stora produkten. År 1840 tillverkade Martin von Wahrendorff världens första bakladdade kanon i Åker.

## Företaget idag
År 1806 tillverkades den första valsen. På 1980-talet förvärvades Åkers av affärsmannen Holger Hjelm genom sitt företag Interfinans. I dag tillverkas valsar för valsning av järnvägsräls, fartygsplåt, karosseriplåt för bilar och armeringsjärn för byggindustrin. Företaget har omkring 350 anställda. Åkers Sweden AB ingår i ÅKERS-Gruppen, med produktionsbolag i Sverige, Belgien, Frankrike och USA, säljbolag i Sverige, Belgien, England, Tyskland, USA och Brasilien samt representanter i över 50 länder.